# استاد و دخترش
استاد و دخترش نام یک مجموعهٔ تلویزیونی ایرانی به کارگردانی «محمدرضا پاسدار» است که در سال ۱۳۷۴ تولید و از شبکه ۱ سیمای جمهوری اسلامی ایران  پخش گردید.

## خلاصه داستان
یک استاد و نابغهٔ کامپیوتر با بهره‌گیری از شیوه‌های پیچیدهٔ کامپیوتری قادر است گذشته را به حال بیاورد یا آینده را پیش بینی کند. او «رستم» قهرمانِ اسطوره‌ایِ شاهنامه را در قالب یک کارمند به زمان حال می‌آورد و به پدری این امکان را می‌دهد تا آیندهٔ فرزندش را در سی سال آینده، ببیند و....

## بازیگران و عوامل تولید

### بازیگران
- مجید بهشتی
- حسین کریم‌پور
- میرصالح سیدحمزه
- آزیتا ستوده
- علی‌اصغر دریایی
- داود ولی‌پور
- محمد صفوی
- بهزاد خواندمی

### عوامل تولید
- نویسنده و کارگردان: مجید بهشتی
- تصویربردار: طاهر جم
- تهیه کننده: محمدرضا پاسدار
- فرمت پرونده: ویدئویی
- تعداد قسمت‌ها: ۱۵ قسمت
- محصول: گروه اقتصاد شبکه ۱ سیمای جمهوری اسلامی ایران
- سال تولید: ۱۳۷۴